# Cléry (Savoie)
Cléry (früher italienisch Clerì) ist eine französische Gemeinde mit 374 Einwohnern (Stand: 1. Januar 2022) im Département Savoie in der Region Auvergne-Rhône-Alpes. Frontenex gehört zum Kanton Albertville-2 (bis 2015: Kanton Grésy-sur-Isère) im Arrondissement Albertville und ist Mitglied im Gemeindeverband Communauté de communes de la Haute Combe de Savoie. Die Einwohner werden Clarollains genannt.

## Geografie
Cléry liegt etwa 30 Kilometer ostnordöstlich von Chambéry und etwa acht Kilometer westsüdwestlich von Albertville. Umgeben wird Cléry von den Nachbargemeinden Verrens-Arvey im Norden und Osten, Frontenex im Südosten, Saint-Vital und Montailleur im Süden, École im Westen sowie Jarsy im Westen und Nordwesten. Die Gemeinde liegt innerhalb des Regionalen Naturparks Massif des Bauges.

## Bevölkerungsentwicklung
| Jahr                       | 1954 | 1962 | 1968 | 1975 | 1982 | 1990 | 1999 | 2006 | 2017 |
| -------------------------- | ---- | ---- | ---- | ---- | ---- | ---- | ---- | ---- | ---- |
| Einwohner                  | 247  | 226  | 210  | 188  | 204  | 215  | 226  | 366  | 404  |
| Quellen: Cassini und INSEE |      |      |      |      |      |      |      |      |      |

## Sehenswürdigkeiten
- Romanische Kirche Saint-Jean-Baptiste

## Weblinks

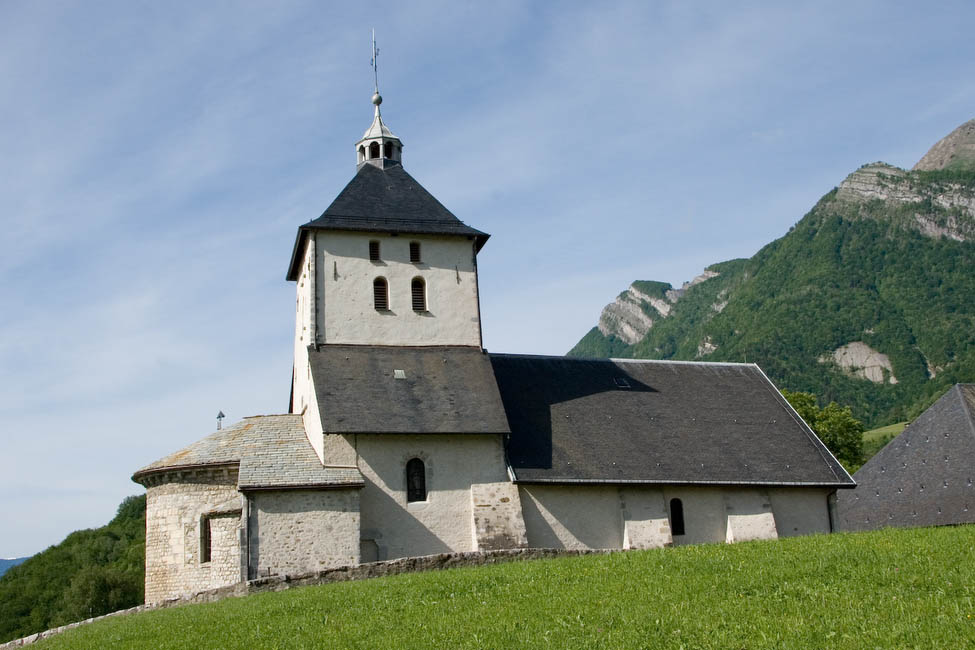
Kirche Saint-Jean-Baptiste